# Deutschherrenweg (Franken)
Der Deutschherrenweg (FAV 018) ist ein Fernwanderweg auf dem Gebiet der Deutschordensritter in der ehemaligen Ballei Franken. Er ist 79 km lang und führt von Nürnberg-Eibach  nach Neustadt an der Aisch.
Markiert wird der Verlauf mit dem Wegzeichen „grünes Kreuz auf weißem Grund“.
Der Wanderweg führt durch Teile der damaligen wichtigen und reichen Ballei Franken. Landschaftlich beginnt der Weg im Rednitz-Grund bei Nürnberg, verläuft durch das Rangau und die Frankenhöhe und endet im oberen Aischtal bei Neustadt an der Aisch.

## Streckenverlauf
- Nürnberg-Eibach (Kommende Nürnberg des Deutschen Orden)
- Gerasmühle (historisches Hammerwerk)
- Roßtal (Rangau)
- Großhabersdorf
- Dietenhofen (Naturpark Frankenhöhe)
- Rügland (Wasserschloss Rügland)
- Virnsberg (Schloss Virnsberg und Kommende Virnsberg des Deutschen Orden)
- Unteraltenbernheim
- Linden (Markt Erlbach)
- Neustadt an der Aisch